# Montcavrel
Montcavrel ist eine Gemeinde im französischen Département Pas-de-Calais in der Region Hauts-de-France (vor 2016 Nord-Pas-de-Calais). Sie gehört zum Arrondissement Montreuil und zum Kanton Berck (bis 2015 Étaples).
Nachbargemeinden von Montcavrel sind Inxent im Nordwesten, Beussent im Norden, Recques-sur-Course im Westen, Alette im Osten, Estréelles im Südwesten, Estrée im Süden sowie Aix-en-Issart im Osten.

## Bevölkerungsentwicklung
| Jahr      | 1962 | 1968 | 1975 | 1982 | 1990 | 1999 | 2007 | 2014 |
| Einwohner | 455  | 401  | 402  | 341  | 330  | 332  | 347  | 409  |

## Sehenswürdigkeiten
- Kirche Saint-Quentin aus dem 15. Jahrhundert
- Kriegerdenkmal